# دربار کیومرث
دربار کیومرث یکی از مینیاتورهای شاهنامه شاهی یا شاهنامه شاه طهماسبی و کاری است از سلطان محمد نگارگر مشهور دوره شاه طهماسب صفوی. بسیاری از هنرشناسان این اثر را اوج نگارگری دوره صفوی است.
ایشان در هنگام زندگی به پدر کیسه معروف بود